# C–5 Galaxy
A C–5 Galaxy nehéz teherszállító repülőgépet a Lockheed repülőgépgyár fejlesztette ki az 1960-as években. Az An–124 Ruszlan megjelenéséig a legnagyobb teherszállító repülőgép volt a világon, majd az ennél is nagyobb An–225-Mriját követően mára csak a harmadik legnagyobb. A Mrija 2023-ban megsemmisült. Aktív nehéz teherszállító repülőgép kategóriatársai a két orosz típuson kívül még a Lockheed C–141 Starlifter és a C–17 Globemaster III. katonai szállítógépek is

## Típusváltozatok

### C–5C
Kissé módosított altípus, a szárny mögötti raktér felső részén levő födémszekciót kiszerelték. Ezáltal alkalmas nagyobb befoglaló méretű terhek (például műholdak és egyéb űreszközök) szállítására is. Csak 2 db épült belőle, a 68–0213 és a 68–0216. A Légierő pilótái repülik NASA-eszközök szállítására. A Travis Légierő-bázison (AFB) települnek. 2007 januárjában a 68–0216-oson befejezték az AMP-t.

### C–5M
A korszerűsített változat új, CF6–80C2 típusú hajtóműveket és korszerű, számítógépekkel felszerelt pilótakabint kapott. Első példányát 2008 decemberében adták át az USAF-nak a tervek szerint 2040-ig áll rendszerben.

## Korszerűsítési programok
Az Amerikai Légierő még 2040-ig szolgálatban kívánja tartani.

## Üzemeltetők
A gépek az 1990-es évek közepéig az amerikai Katonai Légiszállító Parancsnokság (MAC - Military Airlift Command), később a Légimozgékonysági Parancsnokság (AMC - Air Mobility Command) és a Légierő Tartalékos Parancsnokság (AFRC - Air Force Reserve Command) alárendeltségébe tartoznak (ez látszik a gépek felnyíló orra alatti feliratokból és farokkódjukból). Csak az Amerikai Légierő üzemeltethei és kizárólag katonai és humanitárius célú teherszállítás engedélyezett velük, polgári nem.
Üzemeltető alakulatok:
- Altus Légierő-bázis (Air Force Base), Oklahoma
  - 97. Légimozgékonysági Ezred (Air Mobility Wing)

Gépek:
- Dover Légierő-bázis (Air Force Base), Delaware
  - 436. Légiszállító Ezred (Airlift Wing)
    - 9. Légiszállító Század (Airlift Squadron): C–5B-kkel repülnek.

  - 512. Légiszállító Ezred (Airlift Wing)
    - 326. Légiszállító század (Airlift Squadron): 2007. március 10-én repültek utoljára C–5A Galaxy-kal, átfegyverzik őket C–17-esekre.
    - 709. Légiszállító század (Airlift Squadron): továbbra is C–5B-kkel repülnek, majd modernizálják M-re.[4]

Gépek: –4059 (lezuhant), –6025, –6543 (az első C–5M prototípus)
- Lackland Légierő-bázis (Air Force Base), Texas
  - 433. Légiszállító Ezred (Airlift Wing): kiképző alakulat is funkcionál az ezredben.

Gépek:
- Martinsburg Légi Nemzeti Gárda-bázis (ANGB), Nyugat-Virginia
  - 167. Légiszállító Ezred (Airlift Wing)

Gépek:
- Memphis Nemzetközi Repülőtér, Tennessee
  - 164. Légiszállító Ezred (Airlift Wing)

Gépek:
- Stewart Légi Nemzeti Gárda-bázis (ANGB), New York
  - 105. Légiszállító Ezred (Airlift Wing - ANG)

Gépek:
- Travis Légierő-bázis (Air Force Base), Kalifornia
  - 60. Légimozgékonysági Ezred (Air Mobility Wing)
    - 60. Műveleti Csoport (Operations Group)
      - 21. Légiszállító Század (Airlift Squadron): 2006. március 31-én repültek utoljára a típussal. Április 3-án ünnepelték 64. évfordulójukat és ezen a napon váltották le Galaxy-jeiket Globemaster III-ra. Augusztus 8-án kapták meg az első C–17-et.
      - 22. Légiszállító Század (Airlift Squadron)

  - 349. Légimozgékonysági Ezred, Légierő Tartalékos Parancsnokság (Air Mobility Wing, Air Force Reserve Command)
    - 349. Műveleti Csoport (Operations Group)
      - 301. Légiszállító Század (Airlift Squadron): C–17-re szervezik át.
      - 312. Légiszállító Század (Airlift Squadron)

Gépek: –6021, –6022, 68–0213 (C–5C), 68–0216 (C–5C)
- Westover Légierő-bázis (Air Reserve Base), Massachusetts
  - 439. Légiszállító Ezred (Airlift Wing)

Gépek:
- Wright-Patterson Légierő-bázis (Air Force Base), Ohio
  - 445. Légiszállító Ezred (Airlift Wing)

Gépek: –0457

### Monográfiák, folyóirat-cikkek
- Aranysas
  - 2005/12 – Kővári László: Az óriásbébi (18-23. o.)